# 埃瓦爾德·格奧爾格·馮·克萊斯特
埃瓦爾德·格奥尔格·馮·克萊斯特（德语：Ewald Georg von Kleist，1700年6月10日—1748年12月11日），德国法学家、物理学家、路德会牧师。
出生於后波美拉尼亚的沃切沃（Wicewo，今波兰西波美拉尼亚省境内），為克萊斯特家族的一員。克拉斯特曾就讀於位在德國薩克森的萊比錫大學和荷蘭萊登市的萊登大學，在就讀於萊登大學時，漸漸的對電學產生了興趣。克拉斯特在 1722-1745 年任職於普魯士王國波莫瑞地區卡緬教堂的主持牧師，之後他成為科斯林市皇家法院院長。

## 物理學事蹟

### 第一個電容器
在西元1745年時，電被視為一種十分新穎的東西，當時的人們對其了解甚少，就連在科學中也算是相當前衛的概念。克拉斯特當時正在著手研究如何儲存大量的電荷，他覺得使用玻璃來儲存電量是是一種值得去嘗試的方法，因為玻璃是不導電的，因此可以將電荷束于其中。在他做這項研究的時候，他將插着鐵釘的玻璃瓶接到靜電產生器，偶然的發現如此可以短暫的儲存電荷並且之後可以再將其傳輸出去。這個過程便被記錄了下來，成為了第一個有記錄的電容瓶。之後他對此作了改進，他將一個玻璃瓶內外層皆鍍上銀，于玻璃瓶內設置了一根金屬桿，金屬桿的兩端分別和內層所鍍的銀、以及在瓶子外部的金屬球連結著，這樣大大提高了其工作的效率。

### 萊頓瓶
但是在當時克拉斯特所研究出來的電容瓶並不是非常的有名，因為作為一項新的研究成果，其技術還不夠成熟。所以當時額電容瓶還未能投入到實際的應用中去改善人們的生活。直到1746年，一位來自荷蘭的物理學家彼得·范·穆森布羅克，當他在萊頓大學任教時製作出了一個和克拉斯特的電容瓶構造及原理十分相似的電容器，只是形狀于電容瓶不太一樣。他所製作出來的電容器相比于克拉斯所製作的電容瓶更加容易攜帶，或是于其他的機械組裝，並且能應不同的狀況去調整，適應不同的環境。之後電容器才被廣為流傳，而萊頓瓶的名稱也因此而來。 
在萊頓瓶被研究出的時候，人們普遍都認為他的電荷是儲存在瓶子中的水裡，而不是在瓶身的玻璃上，直到美國的班傑明·富蘭克林證明了其電荷確實是儲存在玻璃上的，而當時班傑明·富蘭克林所做的一項廣為人知的實驗：在大雷雨中放風箏，為了證明「雷電」是電力所造成的，當時他便是將雷引導到萊頓瓶當中。

#### 軼聞
西元1746年時，一位法國神父让·安托万·诺莱對電學十分的有興趣，他在當時想要知道電流到底有多快，因此他請了兩百位修道士，然後給每個修道士手上拿著一條金屬條，並將其連接在一起，形成了總長將近一英哩(大約為1.6公里)的大圓圈，也就形同了一個很大的迴路，之後他手拿了一個特大號的萊頓瓶，並且將特大號的萊頓瓶的兩端連接至迴路中，結果這200位參與實驗的修道士幾乎在同時因為被電到而跳了起來。後來克拉斯特想再次做此實驗，卻沒有修道士願意幫他了，他只好求助於當時的法皇路易十五，然後命令一百八十名士兵在凡爾賽宮前和先前修道士一般當做實驗品。